# Cypripedium candidum
Cypripedium candidum là một loài thực vật có hoa trong họ Lan. Loài này được Muhl. ex Willd. mô tả khoa học đầu tiên năm 1805.

## Hình ảnh

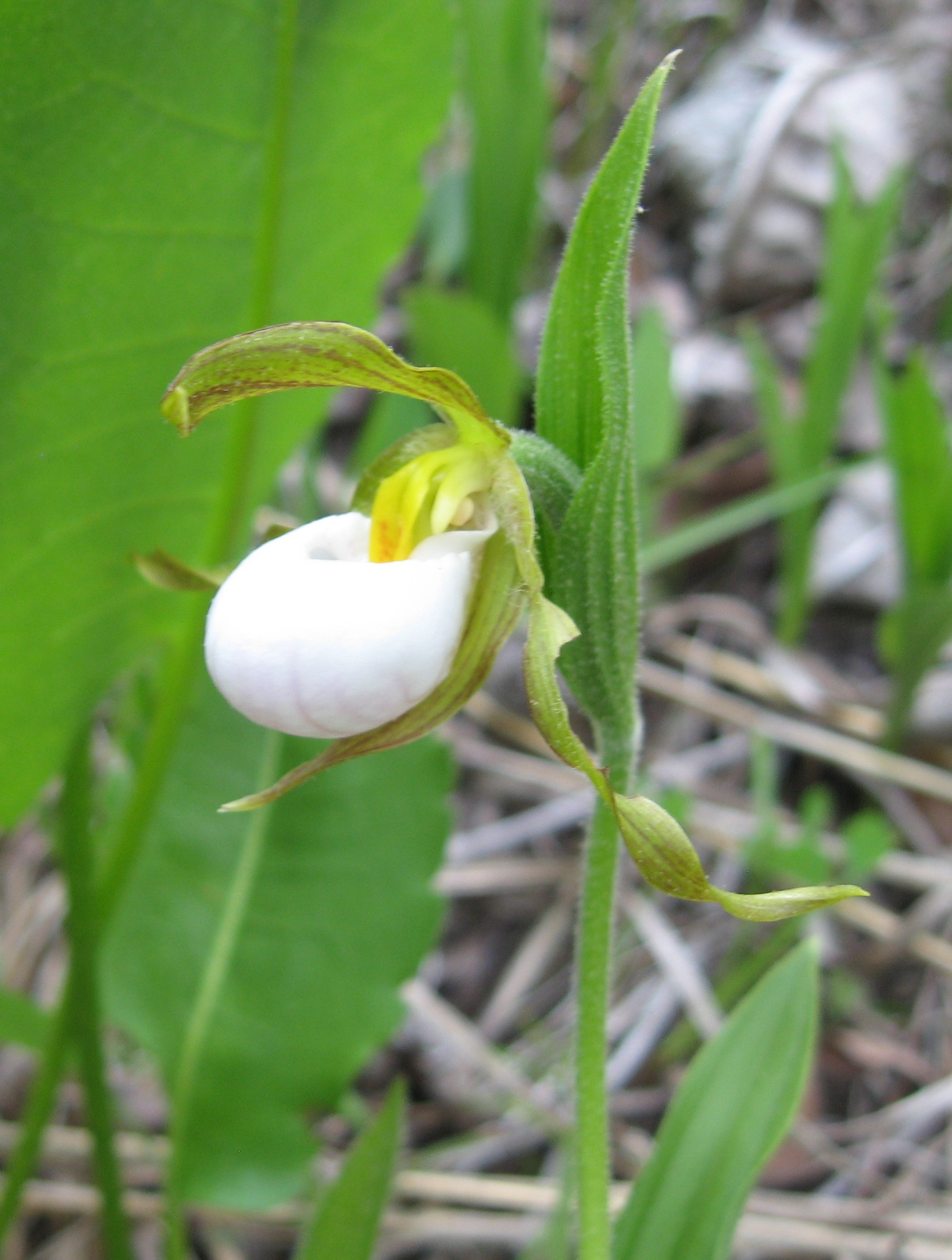
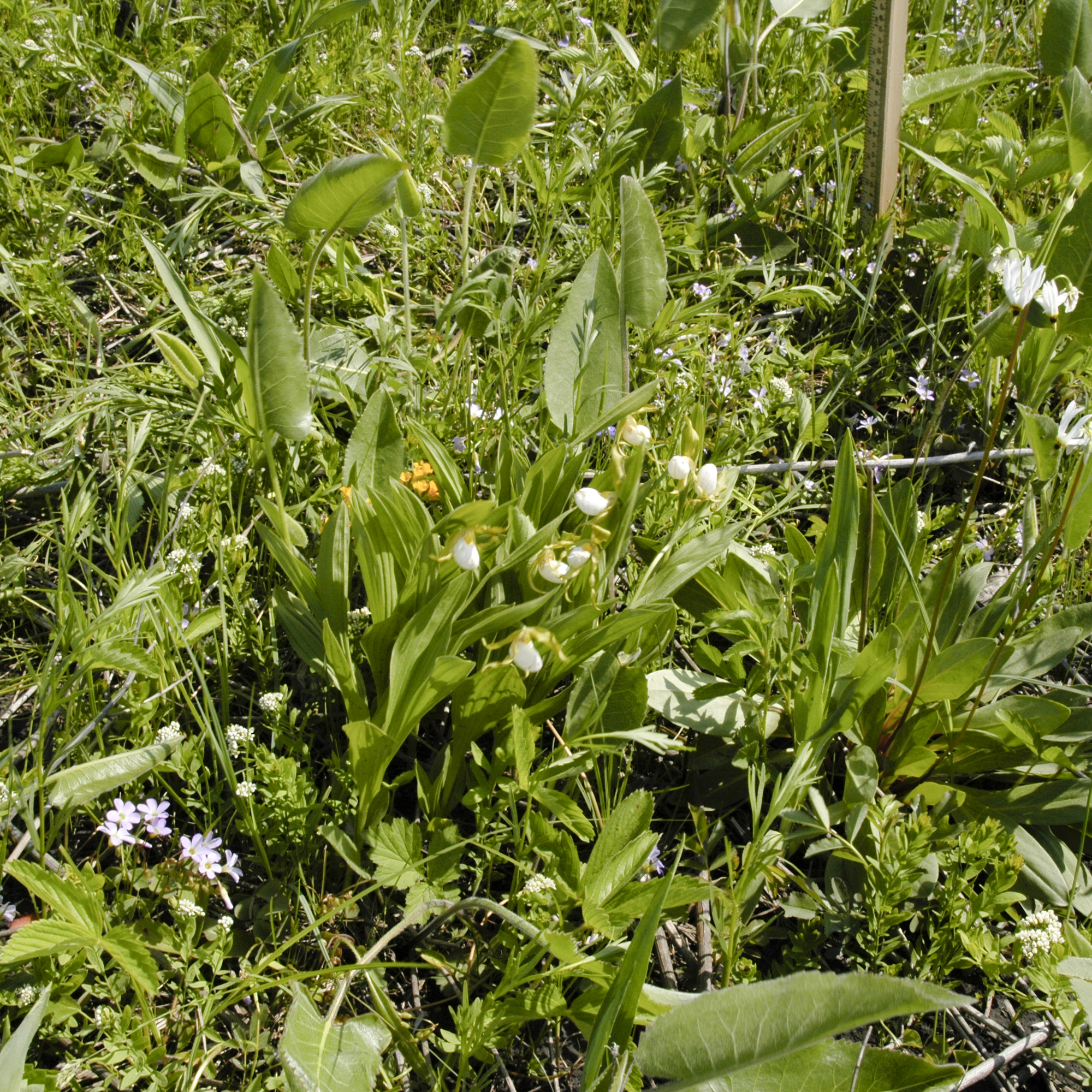
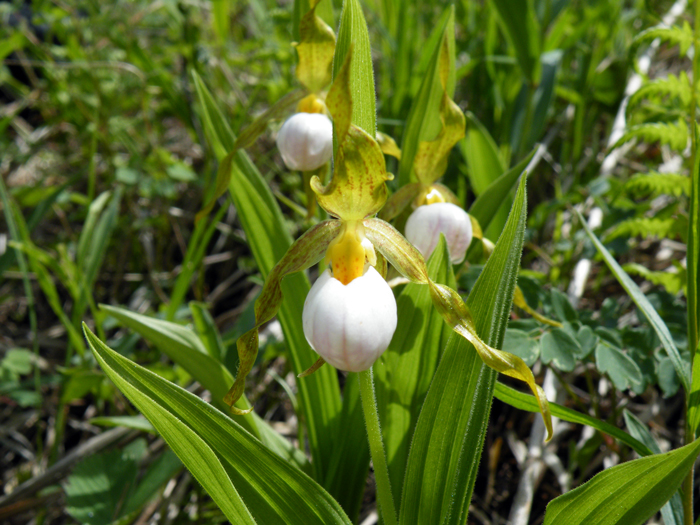
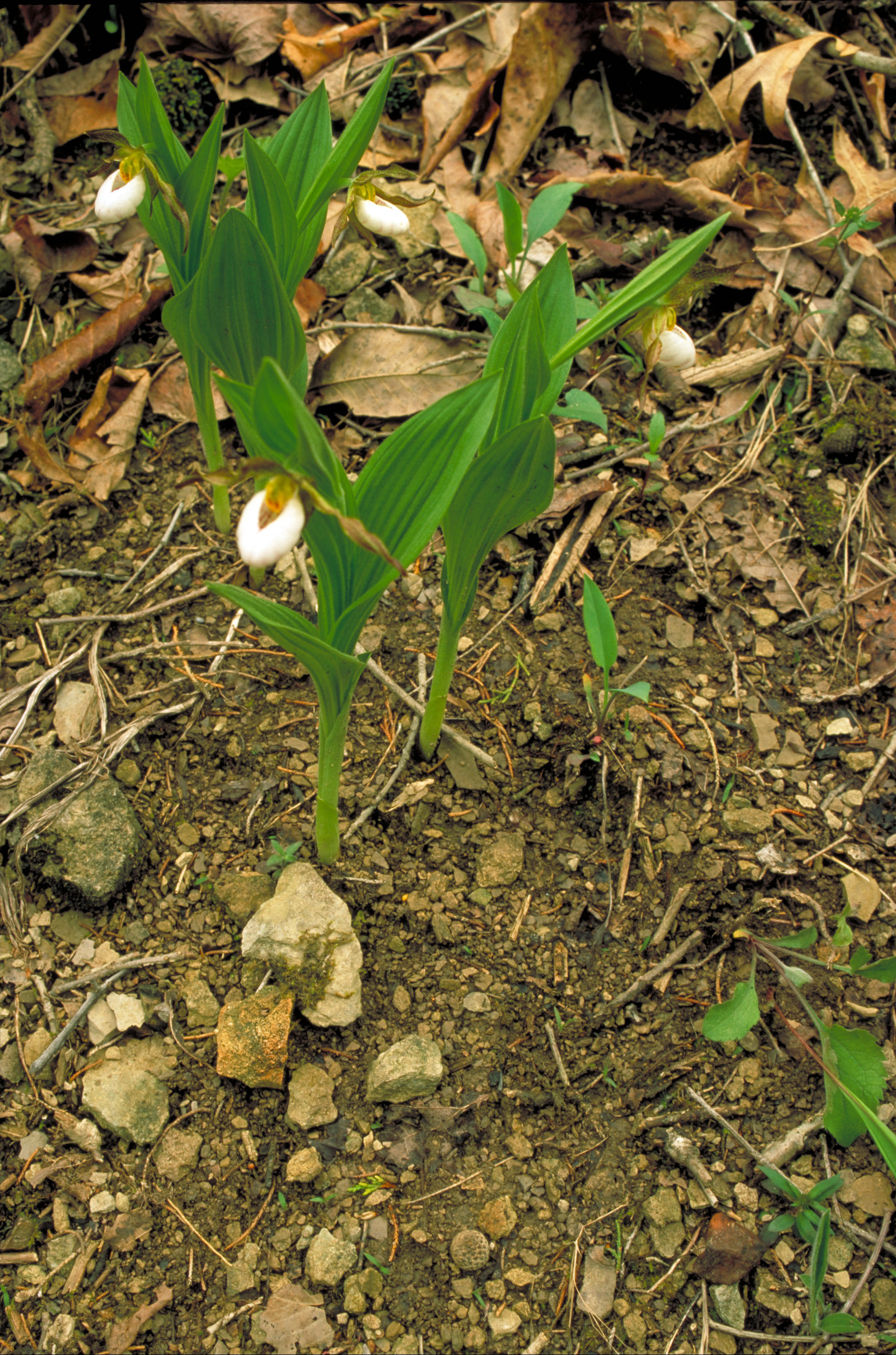